# Кочеті (Нью-Мексико)
Кочеті (англ. Cochiti) — переписна місцевість (CDP), індіанське пуебло народності керіс в США, в окрузі Сандовал штату Нью-Мексико. Населення — 479 осіб (2020).

## Географія
Кочеті розташоване за координатами 35°36′34″ пн. ш. 106°20′55″ зх. д. / 35.60944° пн. ш. 106.34861° зх. д. (35.609455, -106.348599).  За даними Бюро перепису населення США в 2010 році переписна місцевість мала площу 2,70 км², уся площа — суходіл. В 2017 році площа становила 2,02 км², уся площа — суходіл.
Home

### Клімат
Село знаходиться у зоні, котра характеризується морським кліматом. Найтепліший місяць — липень із середньою температурою 22.2 °C (71.9 °F). Найхолодніший місяць — січень, із середньою температурою -0.2 °С (31.6 °F).
| Клімат Кочеті           | Клімат Кочеті | Клімат Кочеті | Клімат Кочеті | Клімат Кочеті | Клімат Кочеті | Клімат Кочеті | Клімат Кочеті | Клімат Кочеті | Клімат Кочеті | Клімат Кочеті | Клімат Кочеті | Клімат Кочеті | Клімат Кочеті |
| Показник                | Січ.          | Лют.          | Бер.          | Квіт.         | Трав.         | Черв.         | Лип.          | Серп.         | Вер.          | Жовт.         | Лист.         | Груд.         | Рік           |
| Абсолютний максимум, °C | 11,5          | 14,2          | 19,5          | 22,4          | 29,2          | 34,5          | 34,9          | 32,8          | 29,7          | 23,2          | 18,2          | 12,8          | 34,9          |
| Середній максимум, °C   | 6,7           | 10,1          | 14,4          | 18,7          | 23,9          | 29,6          | 31            | 29,4          | 25,9          | 20,2          | 13            | 7,6           | 19,2          |
| Середня температура, °C | −0,2          | 2,3           | 5,5           | 9,3           | 14,7          | 20,1          | 22,2          | 21,1          | 17,4          | 11,6          | 5,1           | 0,4           | 10,8          |
| Середній мінімум, °C    | −7,2          | −5,6          | −3,4          | −0,1          | 5,4           | 10,6          | 13,3          | 12,7          | 8,9           | 2,8           | −2,9          | −6,9          | 2,3           |
| Абсолютний мінімум, °C  | −10,3         | −9            | −6,2          | −2,5          | 2,3           | 8,2           | 11,2          | 11,7          | 7             | 0,2           | −6,2          | −9,8          | −10,3         |
| Норма опадів, мм        | 11            | 10            | 11            | 11            | 25            | 34            | 48            | 70            | 39            | 30            | 15            | 15            | 319           |
| Днів з опадами          | 1             | 1             | 1             | 1             | 1             | 2             | 3             | 4             | 3             | 2             | 1             | 3             | 23            |
| ----------------------- | ------------- | ------------- | ------------- | ------------- | ------------- | ------------- | ------------- | ------------- | ------------- | ------------- | ------------- | ------------- | ------------- |
| Джерело: Weatherbase    |               |               |               |               |               |               |               |               |               |               |               |               |               |

## Демографія
Згідно з переписом 2010 року, у переписній місцевості мешкало 528 осіб у 157 домогосподарствах у складі 127 родин. Густота населення становила 195 осіб/км².  Було 178 помешкань (66/км²).
Расовий склад населення:
| - 95,1 % — корінних американців - 1,5 % — білих - 1,3 % — осіб інших рас |

До двох чи більше рас належало 2,1 %. Частка іспаномовних становила 6,6 % від усіх жителів.
За віковим діапазоном населення розподілялося таким чином: 29,4 % — особи молодші 18 років, 53,2 % — особи у віці 18—64 років, 17,4 % — особи у віці 65 років та старші. Медіана віку мешканця становила 34,5 року. На 100 осіб жіночої статі у переписній місцевості припадало 84,0 чоловіків;  на 100 жінок у віці від 18 років та старших — 76,8 чоловіків також старших 18 років.
Середній дохід на одне домашнє господарство  становив 45 024 долари США (медіана — 38 750), а середній дохід на одну сім'ю — 49 609 доларів (медіана — 43 750). Медіана доходів становила 36 875 доларів для чоловіків та 33 333 долари для жінок. За межею бідності перебувало 14,8 % осіб, у тому числі 18,9 % дітей у віці до 18 років та 11,8 % осіб у віці 65 років та старших.
Цивільне працевлаштоване населення становило 164 особи. Основні галузі зайнятості: освіта, охорона здоров'я та соціальна допомога — 27,4 %, мистецтво, розваги та відпочинок — 17,1 %, публічна адміністрація — 15,2 %.

## Галерея

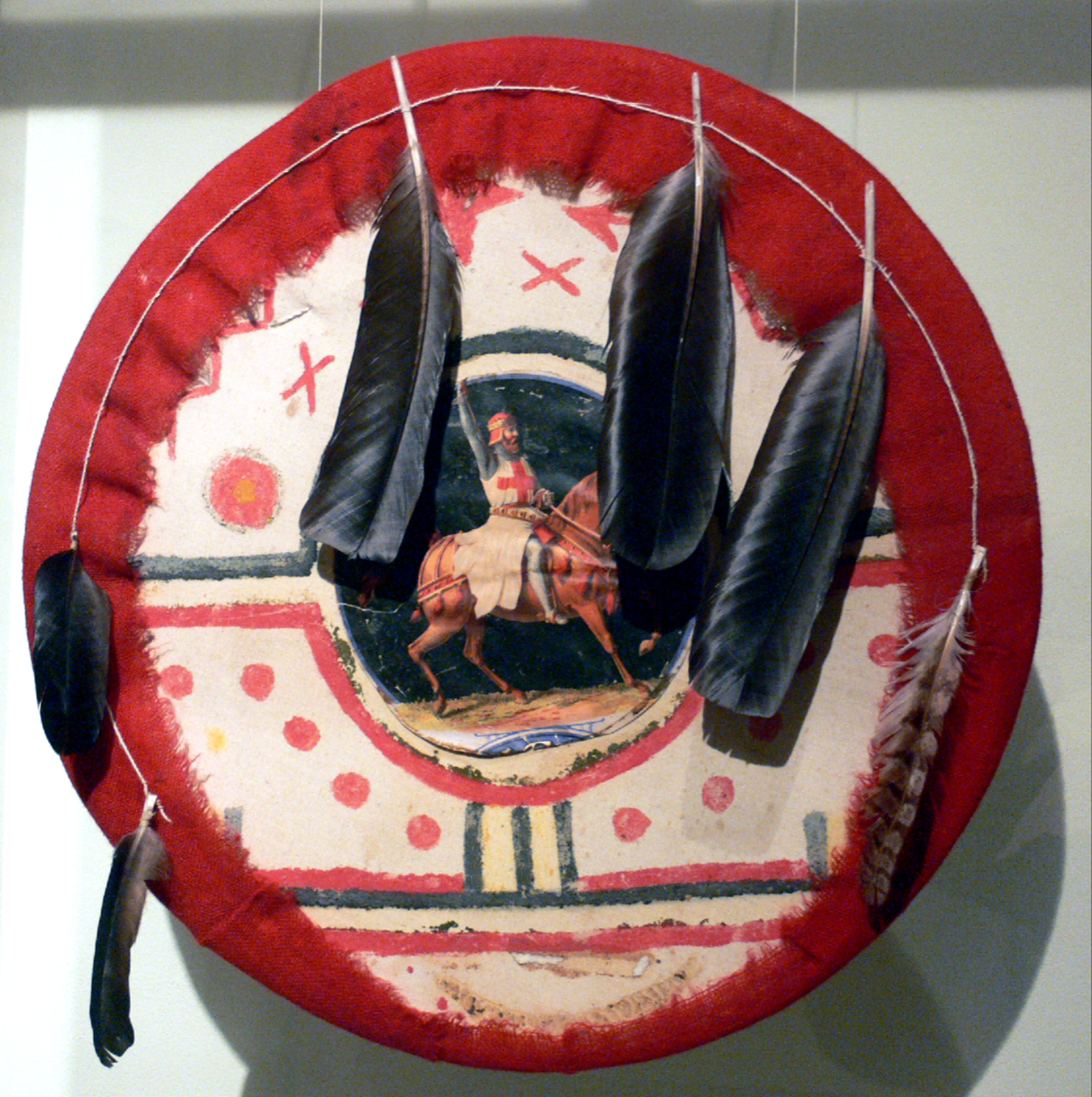
Церемоніальний щит 1883
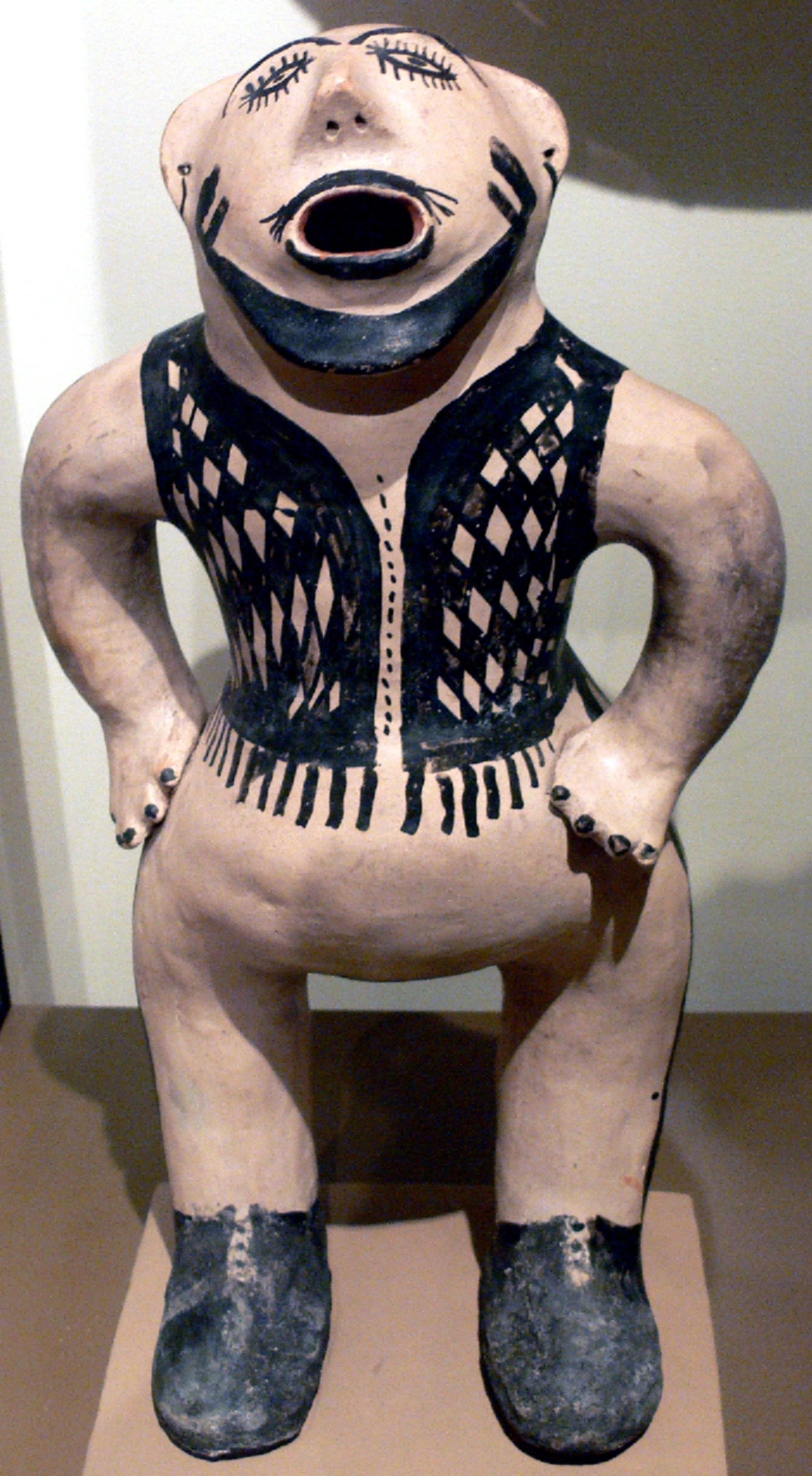
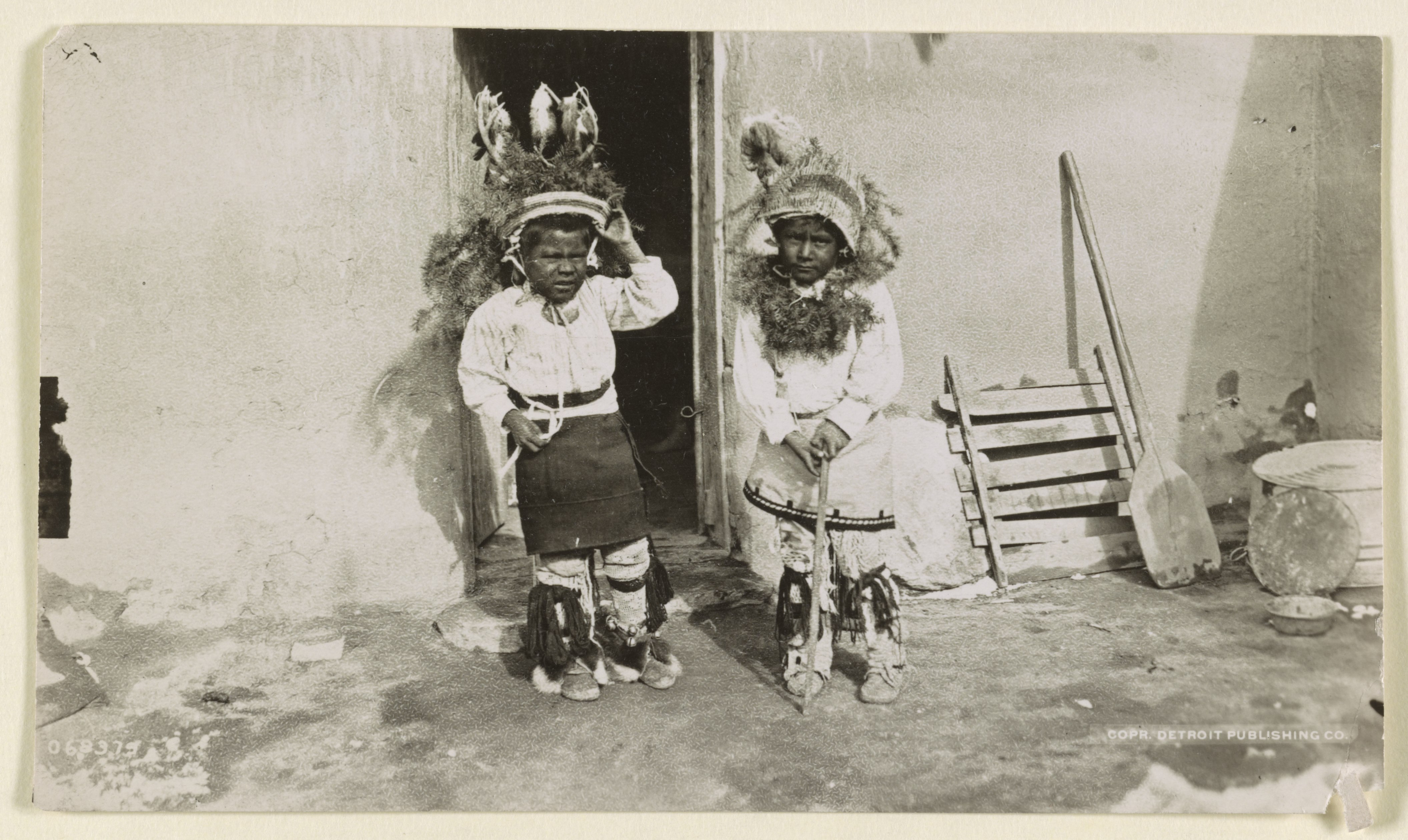
Діти вчать танець оленя